# Ingvar Ohlsson
Ingvar Ohlsson (nacido en 1918 – fallecido en 1996) fue un director general y economista sueco.

## Biografía
Ohlsson fue contratado como recién graduado en Filosofía en 1944 por el Instituto de Ciclos Económicos. Allí sentó las bases de las cuentas nacionales suecas y desarrolló las teorías para esto en su tesis doctoral "On National Accounting" (1953), lo que le valió una docencia en economía.
En 1956 pasó al Ministerio de Finanzas, donde al año siguiente se convirtió en jefe del departamento económico. En 1958, Ohlsson se convirtió en jefe de la Oficina Central de Estadística (SCB) y fue subdirector general allí de 1958 a 1961, para luego ser el director general de la entidad de 1961 a 1975.
Durante el tiempo de Ohlsson en SCB, se realizaron varios cambios importantes al fusionar las estadísticas tanto de la Dirección Nacional de Salud y Bienestar como del Colegio de Comercio a nuevos departamentos dentro de SCB. También tomó la iniciativa de trasladar parte de SCB a Örebro, en parte debido a la incorporación de computadoras en la actividad.
Después de su jubilación, Ohlsson tuvo el encargo de presidir el grupo de expertos para la investigación sobre el desarrollo regional, establecido por el Ministerio de Industria.